# Stefan Bajčetić
Stefan Bajčetić Maquieira, né le 22 octobre 2004 à Vigo en Espagne, est un footballeur espagnol d'origine serbe qui évolue au poste de milieu défensif au Liverpool FC.

## Biographie
Fils d'un père serbe, Srđan Bajčetić, ancien footballeur professionnel, et d'une mère espagnole, Stefan Bajčetić est né à Vigo en Espagne, où son père a passé une partie de sa carrière,,,.

### Carrière en club

#### Formation et premier transfert (2014-2022)
Ayant commencé à jouer au football dans sa ville natale, Stefan Bajčetić passe 7 ans dans l'académie du Celta Vigo — où son père avait joué 3 saisons — avant de se voir courtiser à seulement 16 ans par deux mastodontes de Premier League : Manchester United et Liverpool. C'est finalement chez ces derniers qu'il est transféré en décembre 2020, pour une somme estimée à un quart de million d'euros, dans un contexte où l'arrivée de mesures post-brexit annonce la fin des transferts de joueurs étrangers mineurs en Angleterre,,.
Progressant rapidement en championnat des moins de 18, puis des moins de 23 ans en 2021, Bajčetić signe son premier contrat professionnel avec Liverpool en novembre 2021. Il voit néanmoins sa saison 2021-22 écourtée par une blessure fin janvier 2022,.
Mais ce contretemps ne l'empêche pas de prendre part à la préparation estivale avec l'équipe de Jürgen Klopp, portant pour la première fois la tunique des Reds en match amical à Bangkok le 12 juillet 2022 contre Manchester United, l'équipe même qu'il avait failli rejoindre,,. Il fait partie des joueurs les plus en vue lors de cette pré-saison, étant au cœur notamment de la victoire 5-0 contre le RB Leipzig,. Arrivé comme défenseur central à Liverpool, c'est néanmoins comme milieu défensif qu'il s'affirme, sous l'égide de Klopp,.

#### Débuts à Liverpool (depuis 2022)
Signant un nouveau contrat début août après son juillet prometteur, Bajčetić fait ses débuts professionnels le 27 août 2022, remplaçant Jordan Henderson lors d'une victoire 9-0 record (en) en Premier League, à domicile contre l'AFC Bournemouth,. Jouant une vingtaine de minutes en fin de match, il devient alors le plus jeune joueur étranger à jouer pour Liverpool.
Stefan Bajčetić fait ses débuts en Ligue des champions avec Liverpool le 13 septembre 2022, remplaçant Thiago Alcántara dans les derniers instants de la victoire 2-1 contre l'Ajax Amsterdam à domicile, en phase de poule. Cette entrée en jeu fait de lui le plus jeune joueur à avoir jamais porté le maillot des Reds dans la compétition,.
Le 26 décembre 2022, il inscrit son premier but dans le championnat d'Angleterre, sur la pelouse d'Aston Villa (1-3).

### Carrière en sélection
Éligible à la fois avec l'Espagne et la Serbie du fait de ses origines,,, il est international espagnol en équipe de jeune. Avec les moins de 18 ans espagnols, il prend notamment part au Tournoi de Limoges en août 2021 : aux côtés de joueurs comme Gavi, Ilias Akhomach, Fabio Blanco (en) ou Diego Almeida il remporte le tournoi limousin face à la France de Mathys Tel ou encore le Portugal de Diego Moreira,,.
En août 2022, il est convoqué par Santi Denia en équipe d'Espagne des moins de 19 ans.

## Style de jeu
Joueur polyvalent, capable de jouer autant comme milieu défensif ou défenseur central, Bajčetić impressionne dès sa formation à Vigo par ses qualités physiques, sa vitesse et son jeu de tête, mais également son jeu progressif balle au pied.
Il s'illustre par sa capacité à jouer sous pression, dans les petits espaces, précis dans les passes courtes, mais étant également capable de tenter des passes risquées, tout en sachant faire preuve d'agressivité pour récupérer la balle. Il est notamment comparé aux grands milieux défensifs qui jouent avec lui à Liverpool, en premier lieu Fabinho, mais également Thiago.

## Palmarès
| Membre de l'équipe des moins de 18 ans du Liverpool FC finaliste de la FA Youth Cup en 2020-21, il n'entre néanmoins pas en jeu lors de la défaite 2-1 en finale contre l'Aston Villa de Carney Chukwuemeka, Louie Barry (en) et Aaron Ramsey,. |  | Espagne -18 ans - Tournoi de Limoges et de Montdidier - Vainqueur en 2021 |

## Distinctions individuelles

### Distinctions individuelles domestiques
- Joueur du mois de Liverpool (1) : 
  - en janvier 2023

## Statistiques
| Saison                | Club                  | Championnat           | Championnat | Championnat | Championnat | Coupe nationale | Coupe nationale | Coupe nationale | Coupe de la Ligue | Coupe de la Ligue | Coupe de la Ligue | Supercoupe | Supercoupe | Supercoupe | Compétition(s) continentale(s) | Compétition(s) continentale(s) | Compétition(s) continentale(s) | Compétition(s) continentale(s) | Total | Total | Total |
| Saison                | Club                  | Division              | M.          | B.          | P.d.        | M.              | B.              | P.d.            | M.                | B.                | P.d.              | M.         | B.         | P.d.       | Comp.                          | M.                             | B.                             | P.d.                           | M.    | B.    | P.d.  |
| 2022-2023             | Liverpool FC          | Premier League        | 11          | 1           | 0           | 2               | 0               | 0               | 2                 | 0                 | 0                 | -          | -          | -          | C1                             | 4                              | 0                              | 0                              | 19    | 1     | 0     |
| 2023-2024             | Liverpool FC          | Premier League        | 1           | 0           | 0           | -               | -               | -               | 1                 | 0                 | 0                 | -          | -          | -          | C3                             | 1                              | 0                              | 0                              | 3     | 0     | 0     |
| 2024-2025             | RB Salzbourg          | Bundesliga            | 12          | 0           | 0           | 1               | 0               | 0               | -                 | -                 | -                 | -          | -          | -          | C1                             | 6                              | 0                              | 0                              | 19    | 0     | 0     |
| 2024-2025             | UD Las Palmas         | LaLiga                | 14          | 1           | 0           | -               | -               | -               | -                 | -                 | -                 | -          | -          | -          | -                              | -                              | -                              | -                              | 14    | 1     | 0     |
| Total sur la carrière | Total sur la carrière | Total sur la carrière | 12          | 1           | 0           | 2               | 0               | 0               | 3                 | 0                 | 0                 | -          | -          | -          | -                              | 5                              | 0                              | 0                              | 22    | 1     | 0     |